# Anolis sericeus
Espèce
Synonymes
- Norops sericeus (Hallowell, 1856)
- Anolis sallaei Günther 1859
- Anolis longicauda Hallowell 1861
- Anolis cumingii Peters, 1863
- Norops cumingii (Peters, 1863)
- Anolis heliactin Cope 1864
- Anolis ustus Cope 1864
- Anolis jacobi Bocourt 1873
- Anolis kidderi Ruthven 1933

Anolis sericeus est une espèce de sauriens de la famille des Dactyloidae.

## Répartition
Cette espèce est endémique du Mexique.

## Publications originales
- Hallowell, 1856 : Notes on the reptiles in the collection of the Academy of Natural Sciences of Philadelphia. Proceedings of the Academy of Natural Sciences of Philadelphia, vol. 8, p. 221-238 (texte intégral).
- Peters, 1863 : Über einige neue Arten der Saurier-Gattung Anolis. Monatsberichte der Königlich preussischen Akademie der Wissenschaften zu Berlin, vol. 1863, p. 135-149 (texte intégral).